# Fortín Capitán Demattei
Fortín Capitán Demattei este un oraș din departamentul Boquerón, Paraguay.